# ويليام كيسلر
ويليام كيسلر (بالإنجليزية: William Kessler) هو لاعب كرة يد أمريكي، ولد في 29 أكتوبر 1962 في نيويورك في الولايات المتحدة.

## وصلات خارجية
- ويليام كيسلر على موقع أوليمبيديا (الإنجليزية)